# Горлов, Григорий Кириллович
Григорий Кириллович Горлов (25 декабря 1919, село Летяхи, Гомельская губерния — 15 августа 2003, Ставрополь) — инвалид Великой Отечественной войны, первый председатель Ставропольского краевого Совета ветеранов войны, труда и правоохранительных органов, Герой Социалистического Труда.

## Биография
В 1937 г. окончил Новозыбковский сельскохозяйственный техникум, после чего работал участковым агрономом Обильненской МТС (Ставропольский край).
В 1939 году призван в Красную Армию, служил на Западной Украине; при задержании банды украинских националистов был ранен в ногу, получил повреждение глаза.
С 1940 г. — участковый агроном, затем — председатель колхоза имени XVIII съезда КПСС в Александро-Обильненском районе Ставропольского края. С января 1942 г. — 1-й секретарь Александро-Обильненского райкома ВЛКСМ.
С июля 1942 г. — курсант Запорожского военно-политического училища, по окончании которого служил политруком, затем — командиром стрелковой роты, командиром батальона. 24 ноября 1942 г. при обороне Сталинграда был ранен. С 20 декабря 1942 по февраль 1943 г. — комсорг, с февраля по апрель 1943 г. — парторг 13-го гвардейского стрелкового полка 3-й гвардейской стрелковой дивизии, с апреля по июль 1943 г. — секретарь партийной комиссии 3-й гвардейской стрелковой дивизии. Был ранен, после полугодового лечения в госпиталях в январе 1944 г. уволен из армии.
С января 1944 г. — председатель колхоза имени XVIII съезда КПСС в Александро-Обильненском районе Ставропольского края. В декабре 1944 г. избран 2-м секретарём Александро-Обильненского райкома партии, кандидатом в члены Ставропольского крайкома партии. С 1945 г. — член крайкома партии.
С сентября 1947 г. — председатель Благодарненского райисполкома Ставропольского края, затем — председатель Степновского райисполкома Ставропольского края, 1-й секретарь Туркменского райкома КПСС Ставропольского края, 1-й секретарь Красногвардейского райкома КПСС. В 1959 г. избран депутатом Верховного Совета РСФСР 5-го созыва.
В 1962—1965 гг. — начальник Изобильненского колхозно-совхозного производственного управления Ставропольского края.
В 1965—1978 гг. — 1-й секретарь Изобильненского райкома партии. За этот период в районе были построены Ставропольская ГРЭС, оборонный завод, домостроительный комбинат, сахарный и консервный заводы, школы, детские сады; освоены тысячи гектаров орошаемых земель.

Это были новые, молодые секретари. Но и среди старых встречались прекрасные организаторы, преданные делу без каких-либо карьерных замашек. Пожалуй, наиболее интересным среди них с чисто человеческой точки зрения был Григорий Кириллович Горлов. Участник войны, политрук, попал в окружение, был тяжело ранен. Лежал под танком, отстреливался, приберегая для себя последний патрон, чтобы не попасть в плен. Потерял сознание и уже не помнил, как подобрали свои, как в госпитале отрезали ногу.
Исключительно порядочный, мужественный человек и неутомимый труженик. Избрали его первым секретарём Изобильненского райкома — это неподалёку от Ставрополя. Район запущенный, тяжёлый. Пыльные бури и эрозия почв доконали местные колхозы и совхозы. Горлов буквально поставил район на ноги. Вы только представьте: на протезе, с палочкой по бескрайним полям и оврагам! В 1973 году ему было присвоено звание Героя Социалистического Труда.— М. С. Горбачёв
В 1978—1984 гг. — начальник объединения «Ставропольовощпром»; в 1984—1989 гг. — заместитель директора учебно-производственного комбината «Плодовощпром». С 1989 г. — директор учебного комбината «Ставропольводстрой». В 1992 г. вышел на пенсию.
В 1987—2002 гг. — председатель краевой организации ветеранов войны, труда, Вооружённых Сил и правоохранительных органов.
В 1989 г. избран Народным депутатом СССР от Всесоюзной организации ветеранов войны и труда.
Окончил экономический факультет Ставропольского сельскохозяйственного института.
Депутат Ставропольской краевой Думы 1-3 созывов.
Похоронен на аллее Славы Саржевого кладбища (Ставрополь).

## Награды
Российской Федерации
- Орден «За заслуги перед Отечеством»

СССР
- медаль «Серп и Молот» Героя Социалистического Труда (1973)
- три ордена Ленина
- Орден Октябрьской Революции
- Орден Отечественной войны I степени
- Орден Трудового Красного Знамени
- Орден Красной Звезды
- Медаль «За отвагу»
- Медаль «За оборону Сталинграда»
- Медаль «За оборону Кавказа»
- Медаль «За победу над Германией в Великой Отечественной войне 1941—1945 гг.»
- Медаль «За доблестный труд в Великой Отечественной войне 1941—1945 гг.»
- бронзовая медаль Всесоюзной сельскохозяйственной выставки (май 1941)
- 16 медалей.

### Признание
Почётный гражданин Ставропольского края (2000)